# Metal Rendez-Vous
Metal Rendez-Vous ist das vierte Studioalbum der schweizerischen Hard-Rock-Band Krokus. Es enthält die Singleauskopplungen „Bedside Radio“, „Tokyo Nights“ und „Heatstrokes“.

## Hintergrund
Metal Rendez-Vous stellte für Krokus in der Schweiz den endgültigen Durchbruch und international einen wegweisenden Schritt dar. Mit der Eingliederung des maltesischen Frontmanns Marc Storace, der zuvor bereits mit der schweizerischen Progressive-Rock-Band TEA drei Alben veröffentlicht hatte und mit der britischen Formation Eazy Money auf dem NWoBHM-Sampler Metal for Muthas Volume II – Cut Loud kurz in Erscheinung getreten war, wurde das noch fehlende Puzzleteil im Sound von Krokus eingefügt. Nun hatte man einen Sänger, der mit seiner charismatischen Stimme auch zum Hard Rock der Band passte, und dafür wechselte Chris von Rohr, der einen entscheidenden Anteil an der Verpflichtung von Storace hatte, auch bereitwillig zum Bass. Der vorherige Bassist Jürg Naegeli begleitete die Band fortan als Gast- und Aushilfsmusiker sowie als Toningenieur. Die Vergleiche mit der zur gleichen Zeit schon wesentlich erfolgreicheren australischen Band AC/DC fielen ab jetzt zuhauf, waren aber auch nicht von der Hand zu weisen. Direkten, rifforientierten Hard Rock brachten Krokus mit Metal Rendez-Vous auf Band, allerdings im Vergleich zum Vorgänger Pay It in Metal/Pain Killer eben noch entschieden besser ins Szene gesetzt durch das kratzige Organ von Storace. In der Schweiz erreichte das im Studio Platinum One in Zürich aufgenommene Album mit über 150.000 verkauften Einheiten Triple-Platin und die Hitsingle „Heatstrokes“, zu der auch ein Video gedreht wurde, stieg auf Platz 1 in den Metal Charts der britischen Musikzeitschrift Sounds. Gleichzeitig tummelten sich auch noch „Bedside Radio“ und „Come On“ in dieser Top-20-Hitliste. Diese Erfolge brachten Krokus ins Vorprogramm u. a. von Nazareth, Ted Nugent, Rainbow, Sammy Hagar, AC/DC und Cheap Trick und zu einer gemeinsamen Tour mit Girlschool, More und Angel Witch, ehe sie auf dem renommierten Reading Festival auftreten durften. Auch heute noch tauchen die Singles „Bedside Radio“, „Tokyo Nights“ und „Heatstrokes“, aber auch weitere Songs wie „Fire“ und „Back-Seat Rock ’n’ Roll“ regelmäßig im Liveprogramm der Schweizer auf. Angaben von Chris von Rohr zufolge wurde das Album von Martin Pearson, Fernando von Arb und ihm selbst produziert, nicht – wie auf den verschiedenen Tonträgern abgedruckt – von Martin Pearson und der ganzen Band. Metal Rendez-Vous wurde im Mai 2014 durch das Label Rock Candy wiederveröffentlicht.

## Titelliste
1. Heatstrokes (4:00) (Fernando von Arb/Chris von Rohr)
2. Bedside Radio (3:18) (von Arb/von Rohr/Jürg Naegeli)
3. Come On (4:23) (von Arb/von Rohr)
4. Streamer (6:38) (von Arb/von Rohr)
5. Shy Kid (2:30) (von Arb/von Rohr/Naegeli)
6. Tokyo Nights (5:51) (von Arb/von Rohr/Naegeli)
7. Lady Double Dealer (3:12) (von Arb/von Rohr)
8. Fire (6:02) (von Arb/von Rohr)
9. No Way (4:00) (von Arb/von Rohr)
10. Back-Seat Rock ’n’ Roll (3:12) (von Arb/von Rohr/Naegeli)

### Wissenswertes
- „No Way“ ist ein eigenständiger, neuer Song und keine Neueinspielung des ebenfalls No Way betitelten Songs auf dem Debütalbum Krokus.
- Die eigentlichen Songwriter-Credits zu den einzelnen Songs lassen sich der CD-Version des Albums nicht mehr entnehmen und sind nur auf dem Etikett der LPs abgedruckt.[7]

## Besetzung
Gesang: Marc Storace
Leadgitarre: Tommy Kiefer
Rhythmusgitarre: Fernando von Arb
Bass: Chris von Rohr
Schlagzeug: Freddy Steady
Keyboard: Jürg Naegeli